# Pleonasm
În retorică și în lingvistică, pleonasmul (în franceză pléonasme, latină pleonasmus, din greaca veche πλεονασμός pleonasmós), conform uneia din definițiile sale, este folosirea alăturată a doi sau mai mulți semnificanți pentru a exprima un singur semnificat. Poate fi vorba de alăturarea unor sinonime, de exemplu în N-am cumpărat decât numai flori sau de o sintagmă în care sensul unuia din termeni este inclus în sensul celuilalt, ex. Mijlocașul a pornit un atac agresiv asupra adversarului său.
Noțiunea de pleonasm este înrudită cu cea de tautologie. Au în comun exprimarea repetată a aceluiași semnificat, și unii autori le tratează ca sinonime, dar alții consideră că pleonasmul nu trebuie confundat cu tautologia, care este după ei repetarea unui cuvânt la aceeași formă gramaticală sau la forme diferite (ex. „Crima nu e politică... Crima e crimă.” (Liviu Rebreanu)), ori a unui radical din care morfeme diferite fac cuvinte diferite, ex. „... când cu gândul nu gândești” (Ion Creangă).
Autori care tratează separat pleonasmul și tautologia, includ totuși cazuri de repetare a unui cuvânt sau a unui radical printre pleonasme.
În acest articol, pleonasmul este tratat conform definiției de la începutul articolului. El poate fi privit din mai multe puncte de vedere: logic, pragmatic, stilistic și gramatical.

## Pleonasmul ca greșeală și ca procedeu expresiv
Pleonasmul este frecvent în folosirea limbii, fiind totdeauna un fenomen de redundanță în exprimare. Este de cele mai multe ori o greșeală de logică, dar atitudinea față de el ține de natura sa și de orientarea lingvistului care îl tratează. Există fenomene calificate drept pleonasme de către unii lingviști, a căror corectitudine nu este pusă în discuție. Astfel sunt mai ales unele pleonasme gramaticale. Alte pleonasme sunt în general admise dacă au o justificare acceptată de lingvistica normativă, pe când lingvistica pur descriptivă nu critică niciun fel de pleonasm.
Pleonasmul nu este în general admis dacă nu aduce nimic în plus față de exprimarea cu un singur semnificant, fiind comis din ignoranță, neglijență sau grabă. Un asemenea exemplu este cel din propoziția Amintirea lui va dăinui permanent în sufletele noastre, în care atributul permanent este inutil. Sensul lui este inclus în cel al lui a dăinui și nu face sintagma mai expresivă decât verbul singur.
Pleonasmul este justificat când servește la precizarea sensului unui cuvânt polisemantic. De pildă, în meteorologie se vorbește despre averse de ploaie, ceea ce este un pleonasm, dat fiind că sensul lui ploaie este inclus în cel al lui averse. Totuși, atributul poate fi necesar dacă contextul situațional nu indică despre ce fel de averse este vorba, pentru că există și averse de grindină, de zăpadă, de lapoviță.
Există pleonasme justificate de necunoașterea originii cuvintelor de către vorbitorii obișnuiți. Astfel sunt pleonasmele numite „latente” de către Theodor Hristea, care pot fi puse în evidență numai prin explicații etimologice, precum muncă laborioasă (adjectivul de la latinescul labor „muncă”). Poate fi vorba și de cuvinte autohtone vechi, a căror origine nu mai poate fi recunoscută de vorbitorul actual, ex. mujdei de usturoi, în care mujdei provine din sintagma must de ai (< lat. alium „usturoi”).
Unele pleonasme sunt bilingve, folosite pentru că vorbitorul de rând nu cunoaște (nici nu este obligat să cunoască) sensul cuvântului străin din pleonasm, de exemplu al unei denumiri geografice. De pildă, în Anglia sunt mai multe cursuri de apă numite în engleză River Avon „râul Avon”, unde și Avon înseamnă „râu”, în limba galeză.
Pleonasme neadmise în vorbirea curentă sunt folosite conștient de către scriitori în unele opere literare, pentru caracterizarea comică a unor personaje, ex. „Este chiar el însuși în persoană” (Ion Luca Caragiale).
Există unele pleonasme generalizate, despre admisibilitatea cărora nu există unitate de vederi. De pildă, pentru Forăscu 2002, a coborî jos nu este acceptabil, dar după Constantinescu-Dobridor 1998 nu mai este o greșeală.
Unele pleonasme din vorbirea obișnuită au o funcție expresivă de intensificare, sunt generale și acceptate, precum cele din propozițiile Am auzit cu urechile mele, Am văzut cu ochii mei, Mi-a scris scrisoarea cu mâna lui proprie, ani de zile, ieși afară!.
Uneori, vorbitorul folosește în cunoștință de cauză pleonasme cunoscute de o parte relativ mare a comunității lingvistice, pentru a adăuga o notă de umor informației, ex. Parodiind titlul unui vechi antic și de demult film cu Fernandel, în fotbalul românesc paralizat de pandemie, s-a descoperit dușmanul poporului.
În opere literare sau în jurnalism, pleonasmul cu valoare expresivă creat în mod conștient, este o figură de stil. Așa este, bunăoară, epitetul pleonastic: „aburi ușori”, „fumuri cenușii” (Vasile Alecsandri), [...] o epocă de rapidități grăbite și de vagi aproximații.” (Tudor Arghezi).

## Pleonasmul din punct de vedere gramatical

### Din punct de vedere sintactic
În unele cazuri, cuvintele din construcția pleonastică pot să nu aibă vreun raport sintactic între ele, de exemplu în propoziția [...] au posibilitatea nemijlocită de a lua contact direct cu marfa. În altele sunt juxtapuse (ex. „Moaie pana în coloarea unor vremi de mult trecute. / Zugrăvește din nou iarăși pânzele posomorâte” (Mihai Eminescu)) sau coordonate copulativ: vechi, antic și de demult.
Cel mai adesea, cuvântul pleonastic este subordonat, putând avea diverse funcții sintactice, de exemplu:
- atribut adjectival: caligrafie frumoasă[1];
- atribut substantival: Trăsura, elegantă, era împodobită cu blazon de noblețe[2];
- complement direct: a cronometra timpul[1];
- complement circumstanțial de loc: Cobori în jos, luceafăr blând, / Alunecând pe-o rază (Eminescu)[1];
- complement circumstanțial instrumental: Am auzit cu urechile mele[2];
- predicatul unei propoziții atributive: fapt ce a făcut ca...[1].

### Pleonasme gramaticale
Astfel numește Grevisse și Goosse 2007 cazurile de redundanță în care aceeași funcție sintactică este îndeplinită de două entități lingvistice în aceeași propoziție. Uneori acest fenomen este chiar obligatoriu în varietatea standard a limbii. Astfel, în limba franceză, în construcția de propoziție interogativă din registrul elevat, subiectul exprimat prin substantiv trebuie reluat după predicat prin pronumele personal corespunzător, ex. Votre père reviendra-t-il lundi ? „Tatăl dumneavoastră se va întoarce mâine?”. Un fenomen asemănător este în limba română reluarea, obligatorie în unele cazuri, a complementului direct prin pronumele personal corespunzător: Pe băiat l-am văzut, Pe tine te aștept.
Un pleonasm gramatical neadmis este folosirea cuvintelor care includ în sensul lor ideea de comparativ sau de superlativ, împreună cu adverbul morfem al acestor grade, ex. mai superior, mai inferior, cel mai perfect.

## Pleonasme în câteva limbi
În limbi chiar foarte diferite există pleonasme de același tip, și chiar unele cu același conținut noțional. Astfel, am văzut cu ochii mei se întâlnește în:
la  ego oculis meis vidi (Vergilius);
fr  Puissè-je de mes yeux y voir tomber la foudre „De-aș putea vedea cu ochii mei căzând trăsnetul” (Pierre Corneille);
en  I saw it myself, with my own eyes „Am văzut-o eu însumi, cu proprii mei ochi”;
hu  Látjátok feleim szemtekkel, mik vagyunk „Vedeți, semenii mei, cu ochii voștri, ce suntem”.
Iată mai jos și tipuri de pleonasme care nu se găsesc în limba română.
În franceză, în adresarea către două sau mai multe persoane care constituie subiectul colectiv al propoziției, acesta este reluat cu pronumele personal vous: Gérard et toi vous entraînez cette petite „Gérard și cu tine o trageți după voi pe micuța asta” (Jean Cocteau).
În limba maghiară, standardul recomandă în cazul unor titluri de publicații și nume de formațiuni artistice străine cu articol hotărât, folosirea acestora și cu articolul hotărât maghiar, ex. Ezt elemzi a The Wall Street Journal „Acest lucru este analizat de The Wall Street Journal”, Előadja az I Musici di Roma „Interpretează I Musici di Roma”.
În limba rusă, un pleonasm gramatical neadmis este exprimarea gradelor de comparație în același timp cu morfemul legat (sufixul) și cu cel liber (adverb) al acestor grade, de exemplu самые высочайшие вершины samîe vîsociaișie verșinî, corect самые высокие вершины samîe vîsokie verșinî sau высочайшие вершины vîsociaișie verșinî „cele mai înalte culmi”.
În limba idiș se întâlnesc prenume pleonastice bilingve. Unul din ele este în limba ebraică, iar celălalt – traducerea sa în idiș, ex. Arie-Leib, literal „Leu-Leu”.